# سعادة قومية إجمالية
السعادة القومية الإجمالية (بالإنجليزية: Gross National Happiness)‏، الذي يُعرف اختصاراً بـ GNH، مصطلح صاغه ملك بوتان جيغمي سينغي وانغشوك في العام 1972، يتضمن دليلاً لمقياس الرفاهية الفعلية لمواطني البلد بدلاً من الاستهلاك، وهو ما يعبر بشكل أكثر ملاءمة عن الحقائق الاجتماعية والإنسانية والبيئية. فرضيته هو أن السعادة الأساسية يمكن قياسها لأنها تنتمي إلى نوعية التغذية والمسكن والتعليم والرعاية الصحية والحياة المجتمعية. على عكس ذلك، فإن مفهوم التقليدي للناتج القومي الإجمالي يقيس فقط مجموع الإنتاج المادي الصرف في البلد.
وُضعت السعادة الوطنية الإجمالية كهدف لحكومة بوتان في دستور بوتان، الذي صدر في 18 يوليو 2008. قصة إنشاء المصطلح كانت عندما أجرى صحفي بريطاني في صحيفة فاينانشيال تايمز مقابلة في مطار بومباي مع ملك بوتان جيغمي سينغي وانغشوك وحينها قال: «إن السعادة الوطنية الإجمالية أكثر أهمية من الناتج القومي الإجمالي».
في عام 2011، أصدرت الجمعية العامة للأمم المتحدة قرار «السعادة: نحو نهج شامل للتنمية» حث الدول الأعضاء على اتباع مثال بوتان وقياس السعادة والرفاهية ووصف السعادة بأنها «هدف إنساني أساسي».
تتميز السعادة القومية الإجمالية عن إجمالي الناتج المحلي من خلال تقييم السعادة الجماعية كهدف للحكومة، من خلال التأكيد على الانسجام مع الطبيعة والقيم التقليدية كما هو موضح في مجالات السعادة القومية الإجمالية التسعة وأركانها الأربعة. والأركان الأربعة هي:
- التنمية الاجتماعية والاقتصادية المستدامة والعادلة.
- الحفاظ على البيئة.
- الحفاظ على الثقافة والترويج لها؛
- الحكم الرشيد.

أما المجالات التسعة فهي:
- الصحة النفسية
- الصحة
- استخدام الوقت
- التعليم
- التنوع الثقافي.
- الحكم الرشيد.
- حيوية المجتمع.
- التنوع البيئي.
- مستويات المعيشة.

يتألف كل مجال من مؤشرات ذاتية (تستند إلى الدراسات الاستقصائية) وموضوعية. تزن النطاقات بشكل متساوٍ لكن المؤشرات داخل كل نطاق تختلف من حيث الوزنية.